# Jurij Litujev
Jurij Nikolajevič Litujev, rusko Юрий Николаевич Литуев, ruski atlet, * 11. april 1925, Irbit, Sverdlovska oblast, Sovjetska zveza, † 2. marec 2000.
Litujev je v 50. letih veljal za najboljšega evropskega tekača na 400 m z ovirami. Vrhunec njegove kariere pomenita srebro s Poletnih olimpijskih iger 1952 in evropski naslov s prvenstva 1958 v Stockholmu.

## Kariera
Litujev je leta 1949 postal prvak Sovjetske zveze v teku na 400 m z ovirami. Naslov si je nato lastil vse do leta 1955 ter v letih 1957 in 1958, leta 1959 je bil drugi. Skupno je osvojil devet naslovov državnega prvaka.
Prvo mednarodno kolajno si je priboril na Evropskem prvenstvu 1950 v Bruslju. Sredi belgijske prestolnice je odtekel čas 52.4 in zaostal le za Armandom Filiputom, s čimer je Sovjetski zvezi prinesel srebro. Na Poletnih olimpijskih igrah 1952 v Helsinkih je 400 m z ovirami premagal v času 51.3 in osvojil srebro, prvo mesto in olimpijsko zlato je pobral Američan Charles Moore. V Helsinkih je sodeloval tudi v teku na 400 m in štafeti 4x400 m, a ni bil tako uspešen. S sovjetsko štafeto je izpadel že v kvalifikacijah, medtem ko se je na 400 m uvrstil v četrtfinale, a tam nato ni nastopil.
Litujev se je 20. avgusta 1953 udeležil meddržavnih iger (med Sovjetsko zvezo in Madžarsko) v Budimpešti. V teku na 400 m z ovirami je prepričljivo slavil pred rojakom Anatolijem Julinom, ki je zaostal za celo sekundo. Na teh igrah mu je poleg prvega mesta uspel še en dosežek, saj je postavil čas 50.4 in tako izboljšal skoraj 20 let star svetovni rekord Američana Glenna Hardina.
Leta 1954 je Litujev kot velik favorit odpotoval na Evropsko prvenstvo v švicarski Bern. V finalu je postavil čas 50.8, kar pa ni zadostovalo za zmago. Presenetljivo je slavil njegov rojak Anatolij Julin s časom 50.5. Konec istega leta se je udeležil še Atletskih iger med Moskvo in Londonom. Na igrah so tekmovalci vse razdalje tekli v njihovi meterski obliki, le njegovo paradno disciplino ne - ostalo je pri 440 jardih z ovirami. Litujev je slavil s časom 51.3, s čimer je postavil nov svetovni rekord na 440 jardov z ovirami. Za tri desetinke je popravil predhodni najboljši čas Američana Charlesa Moora (51.6). Na teh igrah v Londonu je drugo mesto zasedel Anglež Harry Kane, tretje pa Julin.
Litujev je tudi na Poletnih olimpijskih igrah 1956 potrdil status najhitrejšega Evropejca na 400 m z ovirami. Potem ko se je zanesljivo prebil skozi siti kvalifikacij in polfinala, je v finalu dosegel izid 51.7 in zasedel 4. mesto, za ameriškim trojčkom. Olimpijski prvak je postal Američan Glenn Davis, ki je na predhodnih ameriških kvalifikacijah 29. junija 1956 zmagal s časom 49.5. S tem je za skoraj sekundo občutno popravil Litujevov svetovni rekord, ki je tako zdržal le tri leta - za razliko od prejšnjega rekorda Američana Hardina, ki se je obdržal celih 19 let. Litujev je na igrah sodeloval še kot član štafete 4x400 m, ki je tako kot štiri leta prej izpadla že v kvalifikacijah.
Na Evropskem prvenstvu 1958 v Stockholmu je Litujev končno osvojil prvi mednarodni naslov svoje kariere. S časom 51.1 je namreč postal evropski prvak. Pred drugouvrščenim domačinom, Švedom Per-Owejem Trollsåsom, je imel pol sekunde prednosti (51.6).